# American Psycho (novel·la)

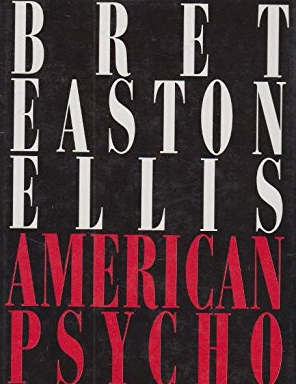
Portada de la novel·la American Psycho, de 1991

American Psycho és una novel·la escrita per Bret Easton Ellis l'any 1991 que tracta sobre un jove psicòpata de Manhattan. L'obra ha rebut nombroses crítiques a causa del seu contingut violent i sexual; no obstant això, ha tingut molt d'èxit i s'ha col·locat entre els 50 millors llibres dels últims 50 anys. La novel·la està escrita tal com l'escriuria un psicòpata, en un estil que expressa les seves obsessions, manies, sadismes, odi i buit existencial: un llarg monòleg que pot arribar a semblar incoherent en alguns passatges, però que correspon al context de trastorn mental del personatge.

## Argument
La novel·la se situa a finals dels anys vuitanta i parla sobre Patrick Bateman, un jove i ric executiu de Wall Street que vivia en el món de les grans finances, un yuppie ("young urban professional"). A mesura que avança la història es pot anar coneixent el personatge, que es mostrarà com una persona superficial, preocupada constantment per la seva aparença personal i, sobretot, psicòpata.
La història comença en un sopar de yuppies en el qual el protagonista es fixa en un home, Paul Owen. Bateman comença explicant la seva vida quotidiana plena de nits a clubs nocturns, en què consumeixen droga i tenen converses sobre el treball i la moda. A més, explica la seva relació amb una noia yuppie anomenada Evelyn, un romanç sense amor ni interès, i amb el seu germà i la seva mare.
El protagonista mata Paul Owen i decideix apropiar-se del seu pis per cometre els seus assassinats, que cada vegada es tornen més complexos i inclouen mutilacions, tortura i canibalisme. Durant la història, Bateman explica als seus companys de feina els seus assassinats, però ells s'ho prenen com una broma i se'n riuen. Seguidament, el protagonista mata a trets diversos policies, fet que porta a amagar-se a la seva oficina perquè és buscat per un equip de SWAT. Un cop a l'oficina truca al seu advocat, Harold Carnes, i li confessa tots els crims.
Després, Bateman decideix anar al pis de Paul Owen i troba que està tot net i reformat, amb moltes flors. Allà coincideix amb una agent immobiliària, que el veu entrar amb una màscara quirúrgica. L'agent li comenta, enganyant-lo, que visita el pis perquè ha vist un anunci al New York Times i li diu que marxi i no torni. L'estat mental del protagonista empitjora cada vegada més fins a arribar a tenir al·lucinacions. Seguidament, s'assegura que el seu advocat considera la trucada rebuda com una broma i Harold diu que Bateman és massa covard per a dur a terme tots aquests assassinats.
El llibre, finalment, acaba igual que el seu inici, amb el protagonista parlant amb els seus companys en un sopar, sense saber qui ha comès tots els crims.

## Censura
American Psycho ha estat objecte de censura des que va ser publicat el 1991. La novel·la va ser un best-sellerimmediatament, però va ser molt criticada per pornografia i violència insuportable i inadmissible.
La seva prohibició es va dur a terme a alguns països com Alemanya i Austràlia a causa de tenir un contingut violent i sexual. També hi va haver moltes crítiques sobre el llibre a països com ara Estats Units, però no es va arribar a prohibir mai. No obstant això, en aquests llocs hi havia certes llibreries que decidien no vendre'l o simplement va ser apartat de la resta de llibres i col·locat en aquelles seccions que eren tan sols per a adults. A Canadà no volien deixar entrar la novel·la al seu país i es demanava la prohibició de la venda als menors de 18 anys.
En general, la censura del llibre ha generat un gran debat sobre la llibertat d'expressió i els límits de l'art a la societat. Molts defensors de la novel·la diuen que és una obra que ha de ser llegida i molts altres lectors creuen que és un llibre molt perillós.

## Recepció i crítica
La novel·la va rebre moltes crítiques des de la seva publicació i va ser una obra molt polèmica. Tanta va ser la desaprovació, que es van realitzar diverses manifestacions i protestes en contra del contingut gràfic de la novel·la en alguns països. Tot i així, les polèmiques i els intents de censura van provocar en el públic més curiositat i necessitat de llegir l'obra, ja que, a més, va ser aclamada per alguns crítics i lectors pel seu estil d'escriptura únic i la seva capacitat per provocar una forta resposta emocional en els lectors. Alguns crítics van elogiar l'habilitat de Bret Easton per crear una obra que reflectia la cultura yuppie dels anys vuitanta, mentre que altres el van criticar per l'excessiva violència.
Pel que fa a l'autor, va obtenir fins a tretze amenaces de mort per escrit i moltes més telefòniques, i va rebre tan sols una crítica positiva en un gran mitjà de comunicació, Los Angeles Times.
Tot i les crítiques, American Psycho s'ha convertit en una novel·la influent i ha estat objecte d'anàlisis i debat en la cultura popular. A més, ha estat adaptada com a argument d'una pel·lícula i un musical, la qual cosa indica que encara és rellevant i controvertida en l'actualitat.